# ファクトイド

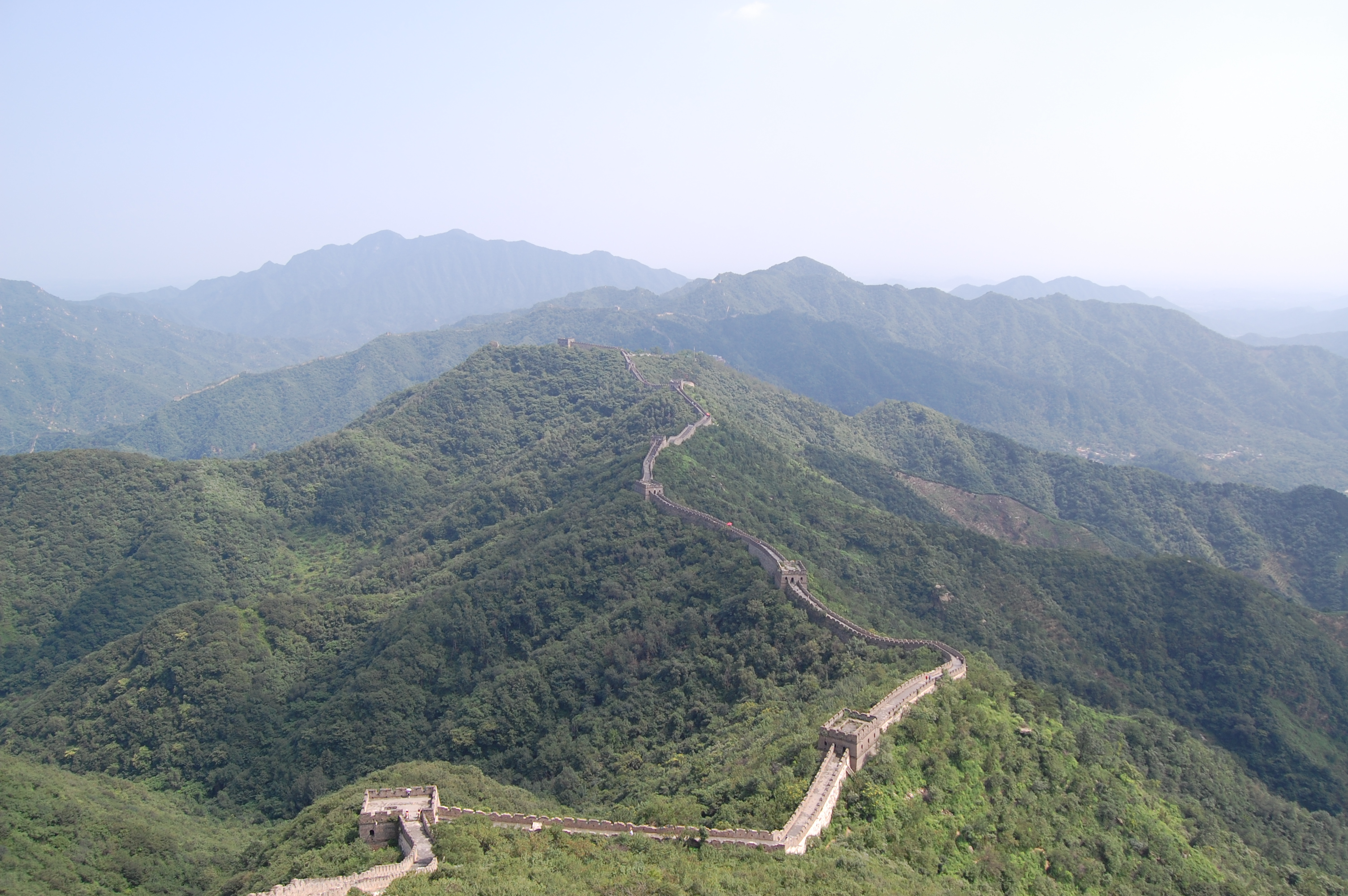
「万里の長城は月から裸眼で見える」という誤った事実がよく述べられる。

ファクトイド（factoid）は、一般的な使い方としては、事実として提示された虚偽の主張あるいはまやかしの主張を意味する用語である。ただし、短いニュースやちょっとした情報に使う場合は、事実であるものに対してもファクトイドと呼ぶ場合がある。ファクトイドは、1973年にアメリカの作家、ノーマン・メイラーが、「本当は正しくないにもかかわらず事実であるとして受け入れられている情報」あるいは「紙媒体に印刷されているために正しいと信じられている捏造された事実」を意味する言葉として創作した造語である。1973年に作られて以来、この造語はオリジナルな意味から発展を遂げ、そのほかの意味を持つようになった。とりわけ、「短い、あるいは、取るに足りないようなニュースや情報」を、（事実であっても）ファクトイドと言う場合がある（例えば後述する『オクスフォード英語辞典』の定義）。

## 使い方
『オクスフォード英語辞典』はファクトイドに「短い、あるいは、取るに足りないようなニュースや情報」（a brief or trivial item of news or information）、「幾度も繰り返し唱えられたため事実として受け容れられるようになった信頼できない情報」（an item of unreliable information that is repeated so often that it becomes accepted as fact.）という定義を与えている。
この用語はアメリカの作家ノーマン・メイラーが1973年に執筆したマリリン・モンローの伝記の中で造語した言葉である。メイラーはファクトイドを次のように書いている。「雑誌や新聞に現れる以前にはまったく存在していなかった事実」（"facts which have no existence before appearing in a magazine or newspaper"）。そして、事実を意味する英語の単語 fact と「似ているけれども同じではない」を意味する接尾辞 -oid を合体させた。『ワシントン・タイムズ』誌はメイラーの造った新語について「事実のように見え、あるいは事実かと思わせるが、実際のところは事実ではないもの」（"something that looks like a fact, could be a fact, but in fact is not a fact"）と説明した。
そのような事情のため、ファクトイドは、よくある誤解や都市伝説を生み出す、あるいは逆に、誤解や都市伝説から生み出される可能性がある。メイラーによる造語から数十年が経ち、ファクトイドという言葉は、いくつかの意味を持つようになった。それらの意味の中には、互いにまったく異なる意味の組み合わせもある。ウィリアム・サファイアは1993年に、ファクトイドについて、いくつかの対照的な語義を区別した。
- "factoid: accusatory: misinformation purporting to be factual; or, a phony statistic." ファクトイド（批判的）：事実であると偽装する誤りの情報、あるいは、あやしい統計データ
- "factoid: neutral: seemingly though not necessarily factual" ファクトイド（中立的）：一見事実に見えるが必ずしも事実とはかぎらないもの
- "factoid: (the CNN version): a little-known bit of information; trivial but interesting data." ファクトイド（CNNの用法）：あまり知られていないちょっとした情報、あるいは、些細だが興味深いデータ

ファクトイドに新たに与えられた3つ目の意味は、放送局CNNのテレビ番組、ヘッドラインニュース（the CNN Headline News TV channel）により広められた。同番組は1980年代から1990年代にかけて、ニュース報道の合間に、その種のちょっとした事実やトリビアを「ファクトイド」の見出しをつけて放送した。BBC Radio 2 のラジオパーソナリティ、スティーヴ・ライトは、ファクトイドという言葉を自分の番組で広く用いた。
歴史学者のダイオン・スマイス（Dion Smythe）はファクトイドを、一次史料に記載された、真実についての主張（assertions about the truth, as documented in primary sources of historical research）と定義する。この非直接的な定義においては、ファクトイドの真実性が、そのような主張そのものが客観的に観察可能なかたちで存在することに由来することになり、この世界の事象について主張する内容の真実性には由来しなくなる。

## ファクトレットとの違い
ファクトイド概念の混乱の結果として、英語の語法・用語ガイドの中には、ファクトイドという言葉を使わないことを推奨するものある。ウィリアム・サファイアは「言葉について」というコラムの中で、ちょっとした興味深い事実や「豆知識的な情報」を表現したいときは＜ファクトイド＞でなく＜ファクトレット＞ factlet という言葉を使うことを提唱した。しかしながら、この新しい単語を採用すれば、互いに矛盾するファクトイドの通俗的な用法をめぐる現在進行形の混乱をどの程度に緩和することになるのか、説明はなかった。
サファイアは、事実ではあるがちょっとした情報や、正確ではあるがトリビア的な情報を指し示すためにファクトレットを使えばいいのではないかと提案した。『ガーディアン』紙のあるリポートではサファイアがファクトレットを造語した人物であるとされているが、サファイアのコラムでは1993年当時、この言葉は既に使われているようだとしている。雑誌『アトランティック』もサファイアと意見を同じくし、ファクトイドの代わりにファクトレットを使うことを推奨して、ファクトレットは「おそらく重要ではないだろうけれども興味深い事実」の意味であろうし、『アトランティック』誌の記者にとってはしばしば否定的な意味合いを持つとされるファクトイドのかわりにファクトレットを用いるべきだと書いている。ファクトレットという言葉の出版物における用例は、例えば、Mother Jones、the San Jose Mercury News、the Reno Gazette Journal などに見られる。